# Jan Řehula
  Jan Řehula    (Cheb, 15 de novembre de 1973) és un triatleta txec, ja retirat, que va competir a cavall del segle XX i XXI.
El 2000, any de l'estrena del triatló als Jocs Olímpics d'Estiu, va disputar els Jocs de Sydney, on va guanyar la medalla de bronze en la prova del triatló en finalitzar rere el canadenc Simon Whitfield i l'alemany Stephan Vuckovic. En el seu palmarès també destaca la medalla de plata al Campionat d'Europa de triatló de 1999 i dues victòries a la Copa d'Europa de triatló, al Circuit X-Terra i a Copa d'Àsia. El 2009 guanyà l'Ironman de Putrajaya.